# Spoorlijn Emden - Jever
De spoorlijn Emden Rbf - Jever is een spoorlijn in Oost-Friesland in de Duitse deelstaat Nedersaksen en als DB 1570 onder beheer van DB Netze.

## Geschiedenis
De Ostfriesische Küstenbahn opende op 15 juni 1883 de trajecten van Emden Süd naar Norden en van Norden via Esens en Wittmund naar Jever.
Het deeltraject tussen Emden-Harsweg en Norden en de zijlijn van Georgsheil naar Aurich werden toen langs de bestaande weg aangelegd. In 1903 werd begonnen met de bouw van een westelijker gelegen traject tussen Emden-Harsweg en Norden, dat in 1906 in gebruik werd genomen. De aansluiting naar Aurich werd verplaatst van Georgsheil naar Abelitz.
In het stadsgebied van Emden kwam de halte Larrelter Straße, die later Emden West genoemd werd en in september 1971 omgebouwd en uitgebreid werd tot Emden Hauptbahnhof.
Het traject van Emden naar Norden werd op 29 september 1980 geëlektrificeerd met een spanning van 15.000 volt 16⅔ Hz wisselstroom.
Op het deeltraject Norden - Esens werd het reizigersvervoer in 1983 stilgelegd. Het baangedeelte tussen Dornum en Esens werd in 1986 opgebroken. Tussen Norden en Dornum reed af en toe nog een goederentrein, in 1989 voor het laatst. Dit traject werd in 1991 verkocht aan de Landkreis Aurich, die het sindsdien verpacht aan de Museumseisenbahn Küstenbahn Ostfriesland. In december 2002 werd het station Esens vervangen door een halte Esens.

## Treindiensten
De Deutsche Bahn verzorgt het personenvervoer op dit traject met IC en RE treinen. De NordWestBahn verzorgt het voervoer op dit traject met RB treinen.
| Serie | Treinsoort                       | Route | Bijzonderheden |
| ----- | -------------------------------- | --- | --- |
| IC 35 | Intercity (DB Fernverkehr)       | [ Norddeich Mole ] / [ Emden Außenhafen ] – Emden Hbf – Leer (Ostfriesl) – Papenburg (Ems) – Meppen – Lingen (Ems) – Rheine – Münster (Westf) Hbf – Recklinghausen Hbf – Gelsenkirchen Hbf – Oberhausen Hbf – Duisburg Hbf – Düsseldorf Hbf – Köln Hbf – Bonn Hbf – Remagen – Andernach – Koblenz Hbf – Bingen (Rhein) Hbf – Mainz Hbf – Worms Hbf – Mannheim Hbf – [ Karlsruhe Hbf – Offenburg – Donaueschingen – Singen (Hohentwiel) – Konstanz ] / [ Heidelberg Hbf – Vaihingen (Enz) – Stuttgart Hbf ] | Rijdt eenmaal per twee uur, op vrijdag en zaterdag rijdt er één trein vanaf Emden Hbf naar Konstanz. Op zondag rijdt er één trein vanaf Konstanz naar Emden Hbf. Enkele treinen van/naar Emden Außenhafen |
| IC 56 | Intercity (DB Fernverkehr)       | [ [ Norddeich Mole ] / [ Emden Außenhafen ] – Emden Hbf – Leer (Ostfriesl) – Oldenburg (Oldb) Hbf – Bremen Hbf – Hannover Hbf – Braunschweig Hbf ] / [ Warnemünde – Rostock Hbf – Bützow – Bad Kleinen – Schwerin Hbf – Ludwigslust – Wittenberge – Stendal Hbf ] – Magdeburg Hbf – [ Halle (Saale) Hbf – Leipzig Hbf ] / [ Brandenburg Hbf – Potsdam Hbf – Berlin Hbf – Berlin Ostbahnhof – Cottbus ] | Eén trein per dag vanaf Magdeburg Hbf naar Cottbus. Eén trein per dag vanaf Warnemünde. Tussen Norddeich Mole en Bremen Hbf worden ook plaatsbewijzen van het regionale verkeer geaccepteerd.             |
| RE 1  | Regional-Express (DB Regio Nord) | Hannover Hbf – Nienburg (Weser) – Verden (Aller) – Bremen Hbf – Delmenhorst – Hude – Oldenburg (Oldb) Hbf – Leer (Ostfriesl) – Emden Hbf – Norddeich Mole | Rijdt eenmaal per twee uur. |
| RB 59 | Regionalbahn (NordWestBahn)      | Wilhelmshaven Hbf – Sande – Jever – Esens (Ostfriesl) | |

## Museum
Bij het station van Norden bevindt zich het depot van de Museumseisenbahn Küstenbahn Ostfriesland, die toeristische ritten op het trajectdeel van Norden naar Dornum organiseert.